# JVC建伍胜利娱乐
JVC建伍胜利娱乐股份有限公司（日语：株式会社JVCケンウッド・ビクターエンタテインメント）是日本一家从事音乐及影視内容发行与销售的公司，是隶属于JVC建伍股份有限公司的全资子公司。
JVC建伍胜利娱乐股份有限公司前身是1972年4月24日成立的日本胜利股份有限公司（现JVC建伍股份有限公司）的音乐唱片事业部，直到2011年9月30日都是其旗下的职能子公司。在1972年4月25日到1993年3月31日，公司使用的名称为“胜利音乐产业股份有限公司（ビクター音楽産業株式会社）”；而从1993年4月1日到2014年3月31日期间则使用“胜利娱乐股份有限公司（ビクター音楽産業株式会社）”。

## 公司概要
日本胜利公司自1927年开始从事除黑胶唱片媒介之外的唱片音源制作、销售及出版（胜利出版股份有限公司）业务。1972年4月25日，这部分业务从日本胜利公司剥离出来并成立了胜利音乐产业股份有限公司（ビクターエンタテインメント株式会社）。胜利音乐产业股份有限公司是日本仅次于日本古伦美亚和宝丽多唱片（现日本环球音乐）的历史第三悠久的资深唱片公司，旗下拥有各种类型的歌手。
1993年4月，胜利音乐产业股份有限公司与原来的销售部门（日本AVC公司）合并，并更改公司名为胜利娱乐股份有限公司。2007年，媒体制作部门从胜利娱乐股份有限公司分拆出来为胜利创意媒体公司（现名：JVC建伍创意媒体公司）。2014年4月1日，公司名再度变更为现用名，以便与母公司名称保持一致。
1983年，公司开始涉足游戏（包括电脑游戏和主机游戏）开发。但在1996年，该部分业务被整合到日本胜利公司的另一家子公司Pack-in-Video内，并更名为胜利互动软件公司。胜利互动软件在2003年被出售给Marvelous，2007年与Marvelous合并完成。
1989年，公司以“胜利图书”的名义出版与音乐、电影有关的书籍，以及凹版照片集和体育杂志《世界足球画报》。随后，这部分业务转让给了PIA公司。2008年，《世界足球画报》停刊。
2011年，JVC建伍胜利娱乐公司总部迁至涩谷第一塔。当时PIA公司总部也在这里。

### 视频部门
自1970年代开始，胜利娱乐就开始负责为龙之子、学研、日升、苇制作等公司制作动画歌曲。1984年开始，胜利娱乐开始正式涉足音像视频制作事业。就在这个时期，胜利娱乐制作了OVA动画片《BIRTH》以及Pink Lady的音乐录影带。1999年，胜利娱乐正式取代日本胜利公司成为动画剧集制作的出资方；其投资形式参照万代影视、日本古伦美亚（ANIMEX）、先锋LDC、波丽佳音等公司。
1983年，胜利娱乐推出了VHD版的卡拉OK伴唱带；2003年，胜利娱乐又推出了DVD版的卡拉OK伴唱带。但是，自从2009年之后，胜利娱乐就没有推出新的卡拉OK伴唱带。
除动画节目以外的电影、电视剧等版权材料的制作与出版则是交由胜利娱乐的母公司日本胜利或其合资公司Pack-In-Video、CIC胜利视频负责。自1984年以来，胜利娱乐一直外包其他公司所发售的视频内容。但从2005年开始，胜利娱乐就专注于海外影视（特别是韩剧）的发行工作。
1994年，Pack-In-Video的视频业务转移给胜利娱乐，而本身则开始专注于游戏软件事业。随后，Pack-In-Video更名为胜利互动软件公司。

## 沿革
- 1972年4月，勝利音樂產業株式會社（Victor Music Industries, Inc.）設立。
- 1984年2月，JVC市販事業分離独立為日本AVC株式会社（Nihon AVC, Inc.），開始接受其他公司委託販賣。
- 1993年4月，勝利音樂產業與日本AVC整併成勝利娛樂株式会社（Victor Entertainment, Inc.）。此外，也成立公益法人勝利傳統文化振興財團（Japan Victor Foundation for Promotion of Traditional Musics）[2]。
- 1997年2月3日，設立株式会社勝利網路（Victor Networks Company, Ltd.）。
- 2004年1月1日，旗下四家公司合併成JVC娛樂網株式会社（JVC Entertainment Networks, Inc.，JEN）：[3]
  - 勝利音樂出版株式会社（Victor Music Publishing Co., Inc.，承繼法人、1961年12月11日成立）
  - 株式会社Hit Vibe（Hit Vibe, Inc.，1999年5月成立）
  - 株式会社勝利創意廣告代理店（Victor Creative Agency, Inc.，1982年8月成立）
  - 株式会社勝利音樂貿易（Victor Musical Trading, Inc.，1987年10月21日成立）
- 2004年2月1日，已取得經營權的Hiro-Group併入JVC娛樂網：[3]
  - 株式会社Hiro Production（1984年2月成立）
  - 株式会社Hiro Entertainment（1995年4月成立）
  - 株式会社Hiro Plus+（1989年3月成立）
- 2005年7月，勝利傳統文化振興財團更名日本傳統文化振興財團（Japan Traditional Cultures Foundation）。
- 2007年4月1日，JVC娛樂網其音樂著作權管理事業化、變更商号為勝利音樂出版株式会社（Victor Music Publishing, Inc.，VMP），勝利網路改組JVC娛樂株式会社（JVC Entertainment Company, Ltd.，JE）接替業務。[4]
- 2009年1月，因應組織調整，勝利娛樂統合音樂事業，負責動畫音樂、映像等的JVC娛樂間接部門改名株式会社飛犬（FlyingDog, Inc.），另分割成立公司法人繼承商號；網路發送事業交由新設公司JVC網路株式会社（JVC Networks, Inc.）承攬。[5]4月，勝利音樂出版更名株式会社勝利音樂藝術（Victor Music Arts, Inc.）。
- 2011年3月1日，JVC娛樂脫離集團為海克力士株式会社（Hercules Co., Ltd.）。6月1日，内閣府認定日本傳統文化振興財團乃公益財團法人。
- 2013年4月，成立GiRLPOP（日语：GiRLPOP）／偶像特化品牌「VERSIONMUSIC」。[6]
- 2014年4月，公司改成現名，且沿用舊名為簡稱。以出資比率49％與韓國CJ E&M共同成立新公司「CJ勝利娛樂株式会社」（CJ Victor Entertainment, Inc.）。[7]

## 廠牌
- Victor
- Speedstar
- Speedstar International
- TAISHITA
- MOB SQUAD
- NVITATION
- HAPPY HOUSE
- BabeStar
- FlyingStar Records
- rookiestar
- HiHiRecords
- FlyingDog
- freedom records
- Getting Better
- plusGROUND
- JVC World Sounds
- JVC JAZZ
- GLOBE ROOTS
- aosis-records
- 3 VIEWS
- CYPRESS SHOWER
- nafin

## 旗下事業
- 株式会社飛犬（FlyingDog, Inc.）
- 株式会社勝利音樂藝術（Victor Music Arts, Inc.）
- 株式会社Speedstar音樂（Speedstar Music, Inc.）
- JVC網路株式会社（JVC Networks, Inc.）
- VERSIONMUSIC株式会社（VERSIONMUSIC, INC.）
- 公益財團法人 日本傳統文化振興財團（Japan Traditional Cultures Foundation）
- 音樂（Music, Inc.）

## 外部連結
- 官方网站
- JVC建伍胜利娱乐的X（前Twitter）
- JVC建伍胜利娱乐的Facebook專頁
- YouTube上的JVC建伍胜利娱乐頻道